# Gob an Duin
Gob an Duin, także Gob an Dùin lub Gob na Muce – wzniesienie wyspy Dùn na archipelagu St Kilda. Źródła pokazują różną wysokość wzniesienia: 84 m n.p.m., 75,4 m n.p.m..